# 何冰娇
何冰娇（He Bingjiao，1997年3月21日—），江苏蘇州人，中国女子羽毛球运动员。在2020年夏季奧林匹克運動會羽球女子單打項目獲得第四名。於2024年夏季奧林匹克運動會羽球女子單打項目奪得銀牌後宣佈告別國際賽場。

## 簡歷
何冰娇的父母是苏州市体校的老师，自小就帶她去体校玩運動。她在大概6、7岁時偶然接觸羽毛球運動，觉得羽毛球飞来飞去很好玩，就这样开始打球。
2008年底，何冰娇代表苏州队打调赛，一舉拿得女单冠軍，至2009年2月便正式进入位於南京市的江苏省体校。在2010年舉行的江苏省运会中，她贏得了女单冠軍和女双第三名；一年後，她代表连云港出戰第七届中华人民共和国城市运动会羽毛球比赛，贏得女单亞軍。
2013年7月，何冰娇代表国家队參加馬來西亞沙巴州舉行的亞洲青年羽毛球錦標賽，贏得女子單打比賽季軍。同年10月，她又在泰國曼谷舉行的世界青年羽毛球錦標賽，贏得女單季軍。
2014年8月，何冰娇代表国家队参加在中国南京举行的第二届世界青年奥林匹克运动会羽毛球比赛，她在决赛中以22:24、23:21、21:17，总比分2:1战胜了日本小将山口茜，获得一枚女单金牌。同时她还在混合双打项目中获得铜牌。

### 2017年世錦賽
2017年8月，何冰娇參加蘇格蘭格拉斯哥舉行的世界羽毛球錦標賽，以6號種子身分出戰女子單打項目，故在首圈輪空。她在第二圈以2比0打敗中華台北的陳肅諭晉級；但至第三圈面對16號種子、蘇格蘭的克里斯蒂·吉尔莫時，就以1比2（14-21、21-15、16-21）敗給對手，16強止步。

### 2020年東京奧運
2021年7月，何冰嬌在延期舉辦的2020年東京奧運羽球比賽女子單打項目中以小組第一晉級十六強淘汰賽，在十六強淘汰賽中遇到美國的張蓓雯，在第二局時因對手受傷退賽而晉級八強，在八強面對本屆奧運的第三種子選手奧原希望，以2-1(13-21、21-13、21-14)戰勝對手晉級四強，在四強不敵同樣來自中國的選手陳雨菲，最後在銅牌戰中輸給來自印度的辛度，首次參加奧運取得第四名的成績。

### 2021年 世锦赛二奪季軍
2021年12月，何冰嬌在2021年世界羽毛球锦标赛中在女子单打八强中击败队友韩悦，成功进入半决赛。次日，何冰嬌与世界女单排名第一的球后戴資穎奋战三局以（17-21 21-13 14-21）止步半決賽，这是她继2018年世锦赛后获得的第二枚铜牌。

### 2022年 奪四公開賽冠軍
何冰嬌在德國羽毛球公開賽、韓國羽毛球大師賽及丹麥羽球公開賽的決賽中均是擊敗隊友陳雨菲獲得冠軍，並在法國羽毛球公開賽半決賽及決賽中分別擊敗戴資穎、馬林，背靠背獲得冠軍，為2022年世界羽聯世界巡迴賽女子單打項目獲得最多冠軍者。其中丹麥羽球公開賽為其生涯中第一個750級別賽事的冠軍，法國羽毛球公開賽則是中國第一位兩次奪得女子單打冠軍的選手。

### 2024年 巴黎奧運和退出國際賽事
何冰嬌在2024年巴黎奧運會時於八強賽擊敗陳雨菲，半決賽時對決西班牙的卡罗琳娜·马林，馬林雖然贏了一局，但因為受傷而退賽，何冰娇因此晉級決賽，並表示马林的发挥非常好，而自己打得十分被动，根本不敢想进决赛的事。決賽時敗給當時排名第一的韓國選手安洗瑩而獲得銀牌，頒獎儀式時持著西班牙國旗小徽章，並對受傷的馬林表示敬意。
何冰嬌在巴黎奧運会後申请退出國家隊，中国国家羽毛球队于8月8日向世界羽联提交何冰娇的退役报告，世界羽联8月13日发文宣布并移除其世界排名。江苏省羽毛球队聲明何冰娇没有退役，只是不再參加國際賽事，现因伤病回省队调整。何冰嬌在奧運获奖后的采访中表示，身体恢复后自己想尝试喜欢的棒球、篮球等运动，享受运动的乐趣。

## 比赛成绩
只列出曾進入準決賽的國際賽事成績：
| 年份   | 赛事                         | 公開賽級別 | 項目     | 成績   |
| ------ | ---------------------------- | ---------- | -------- | ------ |
| 2013年 | 亞洲青年羽毛球錦標賽         | 其他       | 混合團體 | 冠軍   |
| 2013年 | 亞洲青年羽毛球錦標賽         | 其他       | 女子單打 | 季軍   |
| 2013年 | 世界青年羽毛球錦標賽         | 其他       | 混合團體 | 季軍   |
| 2013年 | 世界青年羽毛球錦標賽         | 其他       | 女子單打 | 季軍   |
| 2013年 | 韓國羽毛球黃金大獎賽         | 黃金大獎賽 | 女子單打 | 準決賽 |
| 2013年 | 越南羽毛球大獎賽             | 大獎賽     | 女子單打 | 冠軍   |
| 2014年 | 亞洲青年羽毛球錦標賽         | 其他       | 混合團體 | 冠軍   |
| 2014年 | 世界青年羽毛球錦標賽         | 其他       | 混合團體 | 冠軍   |
| 2014年 | 世界青年羽毛球錦標賽         | 其他       | 女子單打 | 亞軍   |
| 2014年 | 青年奧林匹克運動會羽毛球比賽 | 其他       | 女子單打 | 金牌   |
| 2014年 | 青年奧林匹克運動會羽毛球比賽 | 其他       | 混合雙打 | 铜牌   |
| 2014年 | 碧特博格羽毛球黃金大獎賽     | 黃金大獎賽 | 女子單打 | 亞軍   |
| 2015年 | 中國羽毛球大師賽             | 黃金大獎賽 | 女子單打 | 冠軍   |
| 2015年 | 紐西蘭羽毛球黃金大獎賽       | 黃金大獎賽 | 女子單打 | 亞軍   |
| 2015年 | 亞洲青年羽毛球錦標賽         | 其他       | 混合團體 | 冠軍   |
| 2015年 | 亞洲青年羽毛球錦標賽         | 其他       | 女子單打 | 冠軍   |
| 2015年 | 世界青年羽毛球錦標賽         | 其他       | 混合團體 | 冠軍   |
| 2015年 | 澳門羽毛球黃金大獎賽         | 黃金大獎賽 | 女子單打 | 準決賽 |
| 2015年 | 印尼羽毛球大師賽             | 黃金大獎賽 | 女子單打 | 冠軍   |
| 2016年 | 亞洲羽毛球團體錦標賽         | 其他       | 女子團體 | 冠軍   |
| 2016年 | 瑞士羽毛球黃金大獎賽         | 黃金大獎賽 | 女子單打 | 冠軍   |
| 2016年 | 新加坡羽毛球超級賽           | 超級賽     | 女子單打 | 準決賽 |
| 2016年 | 中華台北羽毛球公開賽         | 黃金大獎賽 | 女子單打 | 準決賽 |
| 2016年 | 日本羽毛球超級賽             | 超級賽     | 女子單打 | 冠軍   |
| 2016年 | 法國羽毛球超級賽             | 超級賽     | 女子單打 | 冠軍   |
| 2016年 | 碧特博格羽毛球黃金大獎賽     | 黃金大獎賽 | 女子單打 | 冠軍   |
| 2017年 | 亞洲羽毛球混合團體錦標賽     | 其他       | 混合團體 | 季軍   |
| 2017年 | 亞洲羽毛球錦標賽             | 其他       | 女子單打 | 季軍   |
| 2017年 | 蘇迪曼盃                     | 其他       | 混合團體 | 亞軍   |
| 2017年 | 韓國羽毛球超級賽             | 超級賽     | 女子單打 | 準決賽 |
| 2017年 | 日本羽毛球超級賽             | 超級賽     | 女子單打 | 亞軍   |
| 2017年 | 法國羽毛球超級賽             | 超級賽     | 女子單打 | 準決賽 |
| 2018年 | 印尼羽毛球大師賽             | 超級500賽  | 女子單打 | 準決賽 |
| 2018年 | 亞洲羽毛球團體錦標賽         | 其他       | 女子團體 | 亞軍   |
| 2018年 | 優霸盃                       | 其他       | 女子團體 | 季軍   |
| 2018年 | 馬來西亞羽毛球公開賽         | 超級750賽  | 女子單打 | 亞軍   |
| 2018年 | 印尼羽毛球公開賽             | 超級1000賽 | 女子單打 | 準決賽 |
| 2018年 | 世界羽毛球錦標賽             | 其他       | 女子單打 | 季軍   |
| 2018年 | 亞洲運動會羽毛球比賽         | 其他       | 女子團體 | 銀牌   |
| 2018年 | 丹麥羽毛球公開賽             | 超級750賽  | 女子單打 | 準決賽 |
| 2018年 | 法國羽毛球公開賽             | 超級750賽  | 女子單打 | 準決賽 |
| 2018年 | 中國福州羽毛球公開賽         | 超級750賽  | 女子單打 | 準決賽 |
| 2019年 | 印尼羽球大師賽               | 超級500賽  | 女子單打 | 準決賽 |
| 2019年 | 印度羽毛球公開賽             | 超級500賽  | 女子單打 | 亞軍   |
| 2019年 | 亞洲羽毛球錦標賽             | 其他       | 女子單打 | 亞軍   |
| 2019年 | 韓國羽毛球公開賽             | 超級500賽  | 女子單打 | 冠軍   |
| 2020年 | 馬來西亞羽毛球大師賽         | 超級500賽  | 女子單打 | 準決賽 |
| 2020年 | 印度尼西亚羽毛球大师赛       | 超級500賽  | 女子單打 | 準決賽 |
| 2021年 | 奧林匹克運動會羽毛球比賽     | 其他       | 女子單打 | 第四名 |
| 2021年 | 蘇迪曼盃                     | 其他       | 混合團體 | 冠軍   |
| 2021年 | 優霸盃                       | 其他       | 女子團體 | 冠軍   |
| 2021年 | 丹麥羽毛球公開賽             | 超級1000賽 | 女子單打 | 準決賽 |
| 2021年 | 世界羽毛球錦標賽             | 其他       | 女子單打 | 季軍   |
| 2022年 | 德國羽毛球公開賽             | 超級300賽  | 女子單打 | 冠軍   |
| 2022年 | 韓國羽毛球大師賽             | 超級300賽  | 女子單打 | 冠軍   |
| 2022年 | 優霸盃                       | 其他       | 女子團體 | 亞軍   |
| 2022年 | 印尼羽毛球大師賽             | 超級500賽  | 女子單打 | 準決賽 |
| 2022年 | 印尼羽毛球公開賽             | 超級1000賽 | 女子單打 | 準決賽 |
| 2022年 | 丹麥羽球公開賽               | 超級750賽  | 女子單打 | 冠軍   |
| 2022年 | 法國羽毛球公開賽             | 超級750賽  | 女子單打 | 冠軍   |
| 2022年 | 世界羽聯世界巡迴賽總決賽     | 總決賽     | 女子單打 | 準決賽 |
| 2023年 | 印度羽毛球公開賽             | 超級750賽  | 女子單打 | 準決賽 |
| 2023年 | 德國羽毛球公開賽             | 超級300賽  | 女子单打 | 準決賽 |
| 2023年 | 蘇迪曼盃                     | 其他       | 混合團體 | 冠軍   |
| 2023年 | 泰國羽毛球公開賽             | 超級500賽  | 女子單打 | 亞軍   |
| 2023年 | 日本羽毛球公開賽             | 超級750賽  | 女子單打 | 亞軍   |
| 2023年 | 亞洲運動會羽毛球比賽         | 其他       | 女子團体 | 銀牌   |
| 2023年 | 亞洲運動會羽毛球比賽         | 其他       | 女子單打 | 銅牌   |
| 2023年 | 法國羽毛球公開賽             | 超級750賽  | 女子單打 | 準決賽 |
| 2024年 | 印尼羽毛球大師賽             | 超級500賽  | 女子單打 | 準決賽 |
| 2024年 | 亞洲羽毛球錦標賽             | 其他       | 女子單打 | 季軍   |
| 2024年 | 優霸盃                       | 其他       | 女子團體 | 冠軍   |
| 2024年 | 奧林匹克運動會羽毛球比賽     | 其他       | 女子單打 | 銀牌   |

| 2007-2017年 | 首要超級賽 | 超級賽 | 黃金大獎賽 | 大獎賽 | 國際挑戰賽 | 國際系列賽 | 未來系列賽 | 其他 |

| 2018-2026年 | 總決賽 | 超級1000賽 | 超級750賽 | 超級500賽 | 超級300賽 | 超級100賽 | 國際挑戰賽 | 國際系列賽 | 未來系列賽 | 其他 |

### 世界冠軍頭銜
何冰娇在羽毛球生涯中共奪得4項羽毛球世界冠軍頭銜。
| 賽事     | 奪冠次數 | 年份                      |
| -------- | -------- | ------------------------- |
| 蘇迪曼盃 | 2        | 2021年 2023年（混合團體） |
| 優霸盃   | 2        | 2020年 2024年（女子團體） |
| 總計     | 4        |                           |

### 奧運會和世錦賽參賽紀錄
|          | 2017 | 2018 | 2019 | 2020   | 2021 | 2022 | 2023 | 2024 |
| -------- | ---- | ---- | ---- | ------ | ---- | ---- | ---- | ---- |
| 女子單打 | 16強 | 季軍 | 8強  | 第四名 | 季軍 | 16強 | 16強 | 銀牌 |

## 主要對手對賽紀錄
何冰嬌與主要對手的對賽成績如下（只列出對賽五次或以上對手）：
| 對手                     | 對賽次數 | 對賽結果 | 對賽結果 | 總計 |
| 對手                     | 對賽次數 | 勝       | 負       | 總計 |
| ------------------------ | -------- | -------- | -------- | ---- |
| 陳雨菲                   | 16       | 8        | 8        | +0   |
| 韓悅                     | 8        | 8        | 0        | +8   |
| 張藝曼                   | 5        | 5        | 0        | +5   |
| 王祉怡                   | 8        | 3        | 5        | -2   |
| 李雪芮（退役）           | 5        | 3        | 2        | +1   |
| 孫瑜（退役）             | 5        | 3        | 2        | +1   |
| 卡罗列娜·马琳            | 10       | 3        | 7        | -4   |
| 菲特里亞尼               | 6        | 6        | 0        | +6   |
| 格蕾戈麗亞·瑪麗斯卡·東宗 | 6        | 4        | 2        | +2   |
| 普萨拉·文卡塔·辛度       | 21       | 12       | 9        | +3   |
| 大堀彩                   | 9        | 8        | 1        | +7   |
| 奧原希望                 | 14       | 5        | 9        | -4   |
| 山口茜                   | 17       | 4        | 13       | -9   |
| 高橋沙也加（退役）       | 5        | 4        | 1        | +3   |
| 李張美（退役）           | 5        | 5        | 0        | +5   |
| 成池鉉（退役）           | 9        | 5        | 4        | +1   |
| 安洗瑩                   | 14       | 5        | 9        | -4   |
| 金佳恩                   | 8        | 6        | 2        | +4   |
| 蓬帕威·磋楚翁            | 16       | 14       | 2        | +12  |
| 布桑兰·恩布鲁庞          | 11       | 10       | 1        | +9   |
| 妮查恩·金達蓬（退役）    | 8        | 7        | 1        | +6   |
| 拉差諾·依瑟儂            | 7        | 6        | 1        | +5   |
| 戴資穎                   | 21       | 4        | 17       | -13  |
| 李文珊                   | 9        | 9        | 0        | +9   |
| 張蓓雯                   | 13       | 11       | 2        | +9   |
| 吳堇溦                   | 7        | 4        | 3        | +1   |
| 萊恩·霍爾馬克·傑克斯菲德 | 7        | 7        | 0        | +7   |
| 楊佳敏                   | 5        | 5        | 0        | +5   |
| 克里斯蒂·吉爾莫          | 7        | 5        | 2        | +3   |
| 阮垂玲                   | 5        | 5        | 0        | +5   |